# Ceridian
Ceridian ist ein US-amerikanischer Softwareentwickler und Anbieter von HR Software mit Mitarbeitern in den USA, Kanada, Europa, Australien und Mauritius. Das Unternehmen wird öffentlich an der New York Stock Exchange gehandelt. In Deutschland befindet sich eine Niederlassung in Düsseldorf.

## Geschichte

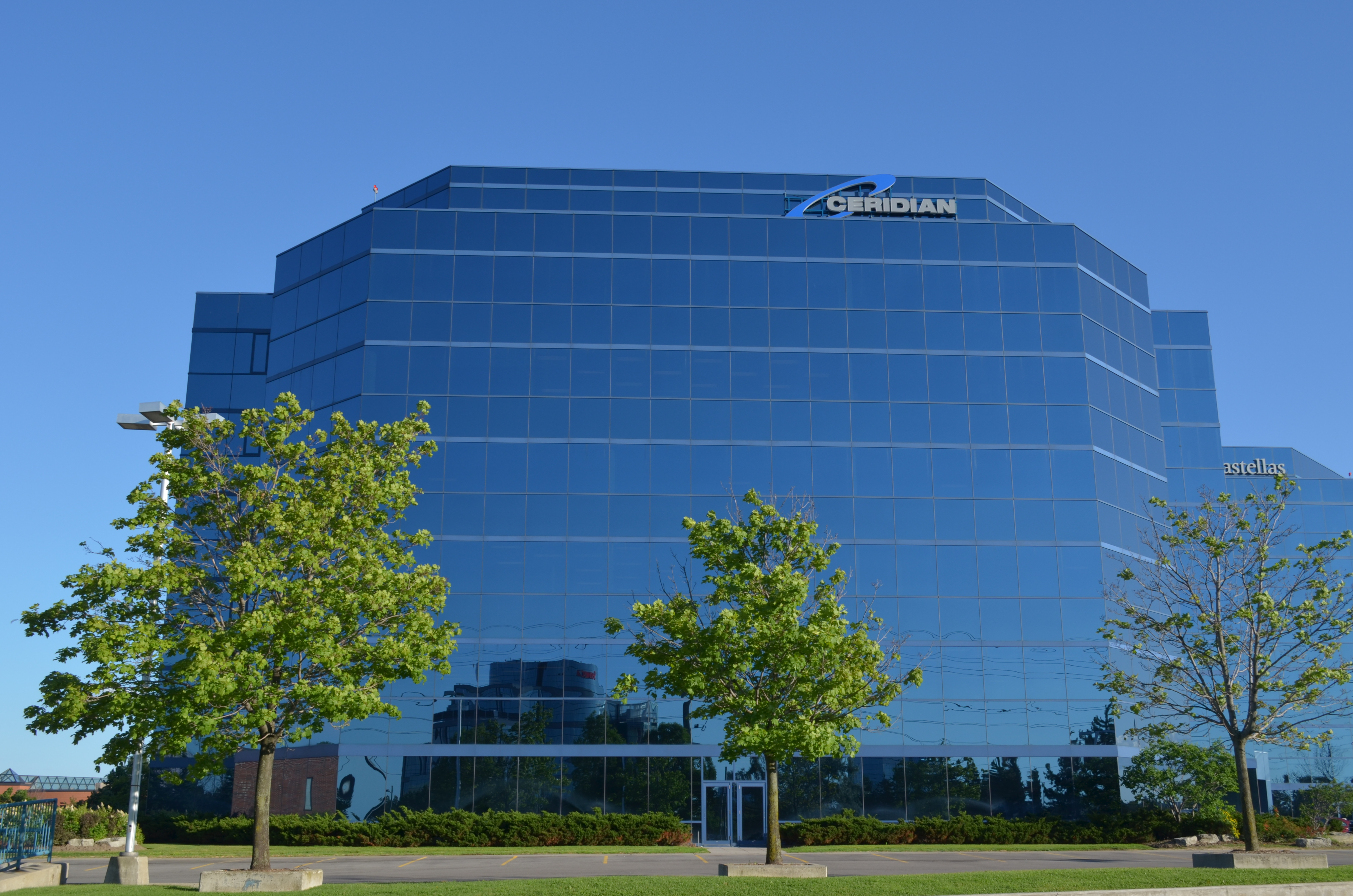
Ceridian-Gebäude in Kanada (Ontario)

Ceridian ist ein Nachfolger der Control Data Corporation (CDC). Im Jahre 1992 wurde die Ceridian Corporation als Dienstleister in der Informationstechnik im Rahmen der Restrukturierung von CDC, einem Hard- und Softwareentwickler gegründet. Der Bereich Hardwareentwicklung wurde dabei von Control Data Systems (CDS) unter dem Namen Control Data ausgegliedert.
Im März 2001 wurde Ceridian in zwei voneinander unabhängige Unternehmen aufgeteilt, wobei ein Teil der Ceridian Corporation die Geschäfte unter der Firmenbezeichnung Arbitron weiterführte, während der Rest des Unternehmens (bestehend aus dem Bereich der HR Software) die Firmenbezeichnung Ceridian beibehielt.

### Geschäftstätigkeit
Im Jahr 2004 wurde das Produkt SourceWeb, eine von Ceridian entwickelte Software zur Entgeltabrechnung und CRM für 31 Millionen USD an das Unternehmen RSM McGladrey verkauft, welches selbiges nach der Abspaltung im Jahre 2010 zu einem unabhängigen Technologieunternehmen, dessen Firmenbezeichnung ebenfalls SourceWeb lautet, ausgliederte. Heute ist die Software unter anderem beim französischen Verteidigungsministerium im Einsatz. Im Jahr 2007 wurde Ceridian zu einem Gesamtbetrag von 5,3 Milliarden USD von Thomas H. Lee Partners und Fidelity National Financial (FNF) erworben. Im März 2012 hat Ceridian den Kauf von Dayforce abgeschlossen. Dabei handelt es sich um eine einzige SaaS Software für HR, Entgeltabrechnung, Steuerwesen, Personalmanagement und weitere ähnliche Dienstleistungen. Im Oktober 2013 hat Ceridian die Trennung seiner Personalmanagement- und Zahlungsverkehr-Sektoren angekündigt. Ceridian hat die Abspaltung am 1. Oktober 2013 abgeschlossen, sodass der Zahlungsverkehr-Bereich seither unter der Comdata Inc. und der Personalmanagement-Bereich als Ceridian HCM Holding Inc. fortgeführt wird.
Im April 2018 ging Ceridian an die US-Börse (NYSE), wobei der Börsengang einen Betrag von 462 Millionen USD einbrachte. Im September 2019 erwarb Ceridian das Unternehmen Riteq, einen in Australien ansässigen Anbieter von Workforce-Management-Software für Unternehmen. Im April 2020 erwarb Ceridian einen asiatischen Anbieter von Personalmanagement-Software (Excelity Global Solutions). Im März 2021 hat Ceridian den Anbieter von Gehaltsabrechnungssoftware „Ascender“ erworben.